# Man Asaad
Man Asaad (arabisch معن أسعد, DMG Maʿn Asʿad; * 20. November 1993 in Hama) ist ein syrischer Gewichtheber.
Er war bei den Jugend-Asienmeisterschaften 2010 in Taschkent Dritter. Allerdings wurde er bei der Dopingkontrolle positiv auf Metandienon getestet und vom Weltverband IWF für zwei Jahre gesperrt. Nach seiner Sperre gewann er bei den Junioren-Asienmeisterschaften 2013 in Bischkek die Silbermedaille. Bei den Aktiven nahm er erstmals 2015 an den Asienmeisterschaften teil. In Phuket erreichte er im Superschwergewicht den fünften Platz.
Asaad nahm bisher drei Mal an den Olympischen Spielen teil. Dabei gewann er bei den Olympischen Sommerspielen 2020 in Tokio die Bronzemedaille. Bei den Olympischen Sommerspielen 2024 in Paris erreichte er den 5. Platz.